# شهرستان والدو (مین)
شهرستان والدو واقع در ایالت مین است. جمعیت این شهرستان بر اساس سرشماری سال ۲۰۱۰ آمریکا ۳۸۷۸۶ نفر گزارش شده‌است. مرکز شهرستان والدو شهر بلفست است.این شهرستان در تاریخ ۷ فوریه ۱۸۲۷ از بخش‌هایی از شهرستان هنکاک تشکیل شد و بعدها به افتخار سرتیپ ساموئل والدو، والدو نامیده شد.